# تپه قلاکون
تپه قلا کون مربوط به دوران‌های تاریخی پس از اسلام است و در شهرستان بیجار، بخش چنگ الماس، روستای کانی خلیل واقع شده و این اثر در تاریخ ۱۰ دی ۱۳۸۱ با شمارهٔ ثبت ۶۹۳۲ به‌عنوان یکی از آثار ملی ایران به ثبت رسیده است.